# Les molt riques hores del Duc de Berry

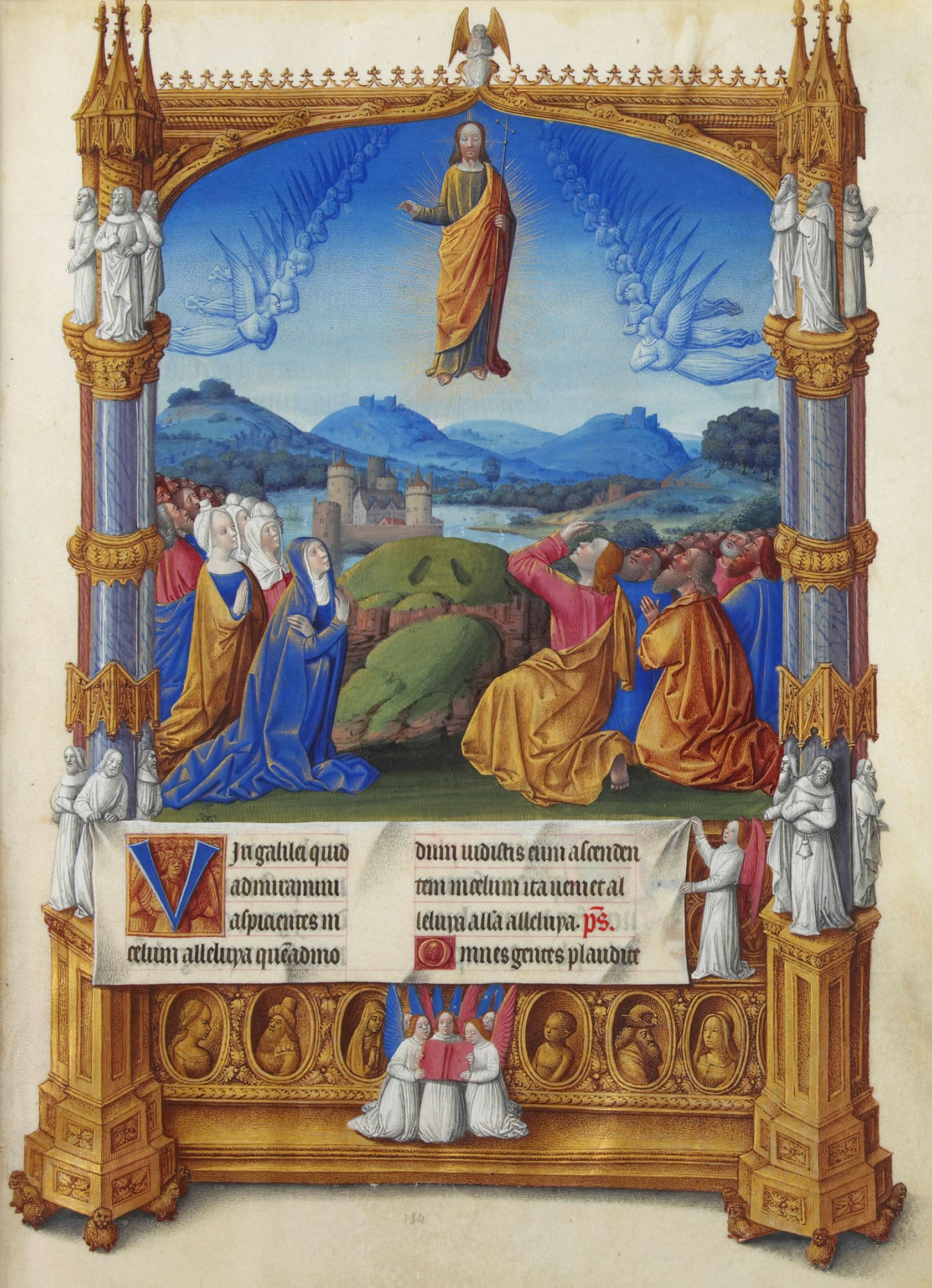
L'Ascensió de Crist

Les molt riques hores del duc de Berry (Les Très Riches Heures du duc de Berry, a l'original francès), o simplement el Très Riches Heures, és un llibre d'hores que el duc Joan I de Berry va encarregar als "Germans de Limburg", Herman, Paul i Johan. El llibre no pogué ser acabat perquè van morir de la pesta tant els seus creadors com el mateix Duc de Berry, el 1416. Actualment, el manuscrit es conserva al museu Condé, a Chantilly.

## Origen de l'obra
Es tracta probablement del manuscrit il·luminat més important del segle xv, se l'anomena "el rei dels manuscrits il·luminats" i les seves miniatures gòtiques són de les més apreciades per la qualitat del dibuix, la precisió dels detalls i la preciositat dels colors. El manuscrit conté també una il·lustració destacable de l'Ascensió de Crist.
Va ser pintat entre el 1412 i el 1416 pels germans de Limburg, que el van deixar inacabat. Jean Colombe va acabar les miniatures entre el 1485 i el 1489 per a Carles I de Savoia.
Va ser descobert per a la Història de l'Art el 1855 per Enric d'Orleans (duc d'Aumale), en un pensionat de noies prop de Ginebra, on l'adquirí en competència amb un banquer italià.

## Aspectes tècnics
- L'obra té 206 pàgines, de les quals més de la meitat són il·lustrades a tota plana, amb un format de 21 cm d'amplada llarg per 29 cm de llargada; es tracta d'una vitel·la particularment fina.

- La paleta de colors utilitzada pels autors és particularment rica: els germans Limburg van emprar matèries minerals o químiques, així com plantes (per exemple, la goma aràbiga que els servia de lligant. El color verd fou obtingut de la malaquita, el blau atzur del lapislàtzuli, importats de l'Orient Mitjà, molts i dissolts, cosa que dona idea del cost de l'obra per la seva època.

## Estructura
El llibre comença per un calendari amb il·lustracions dels dotze mesos i les activitats quotidianes que s'hi associaven. Li segueix una figura humana amb els signes del zodíac col·locats de manera que equivalguin a parts del cos. Posteriorment inclou fragments bíblics i pregàries pròpies dels llibres d'hores amb miniatures il·luminades, entre elles set folis complets. Manquen algunes hores canòniques que fan pensar en una obra inacabada, fet coherent amb la varietat d'autors de les pintures.

## Galeria d'imatges

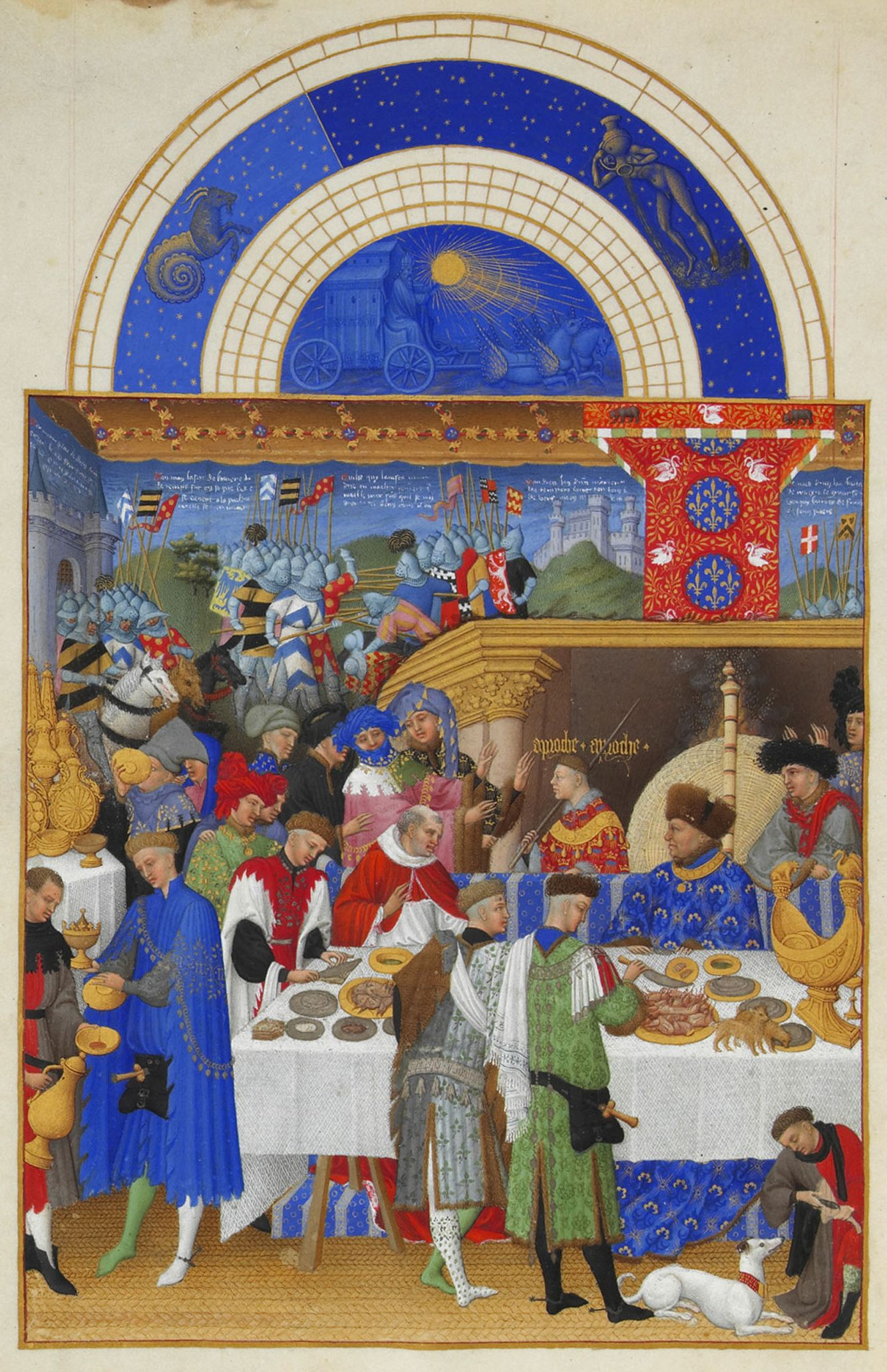
El gener
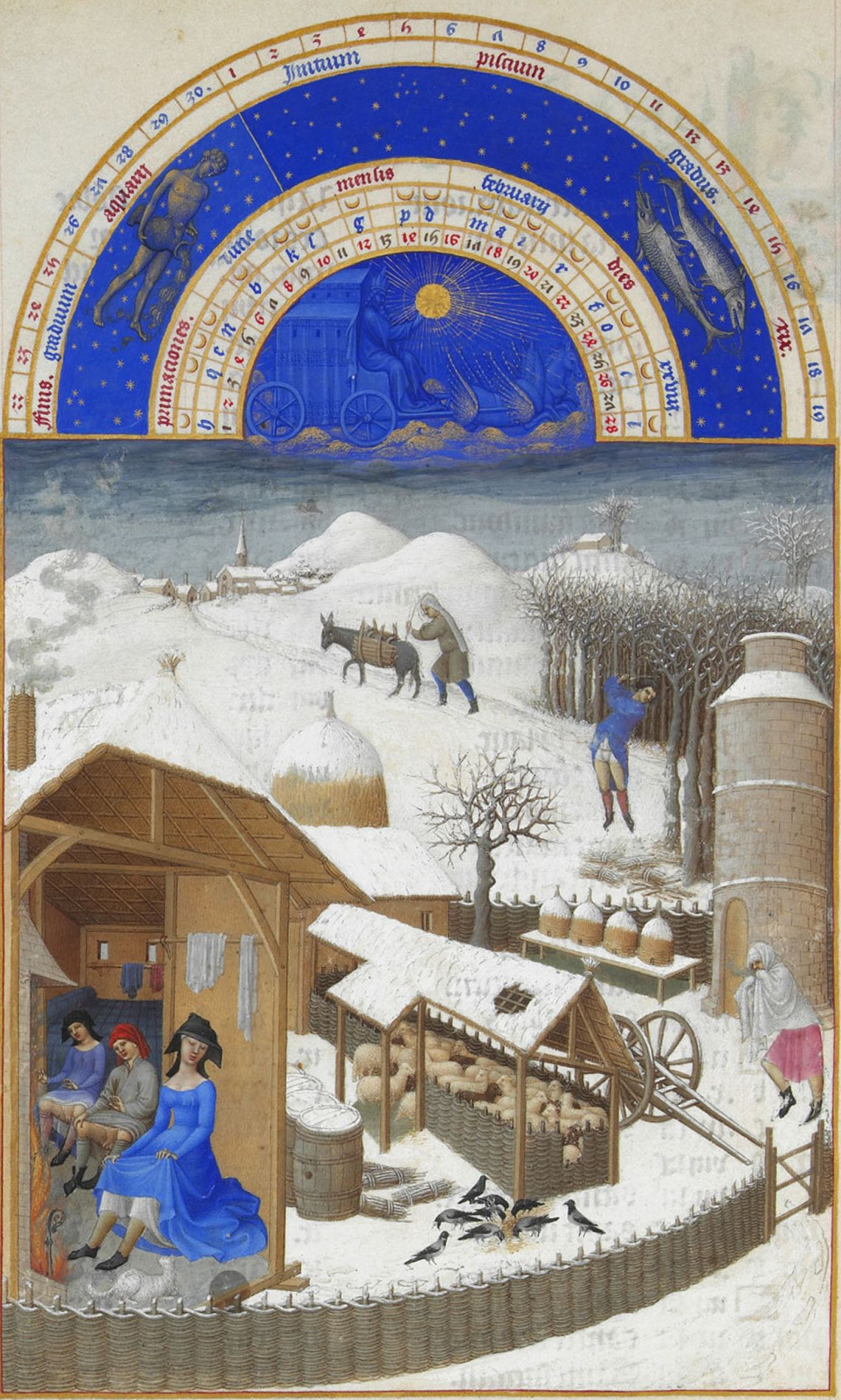
El febrer
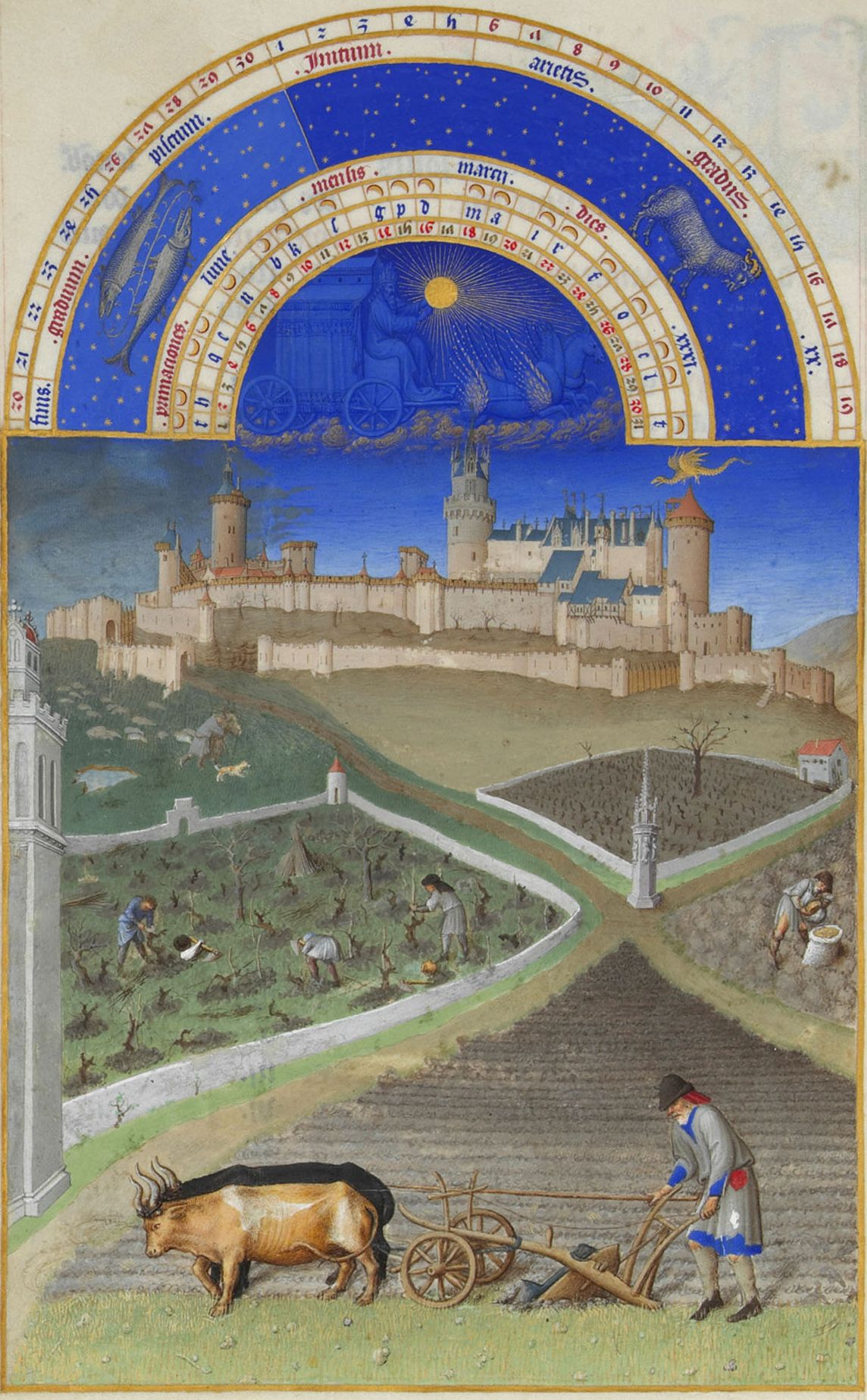
El març
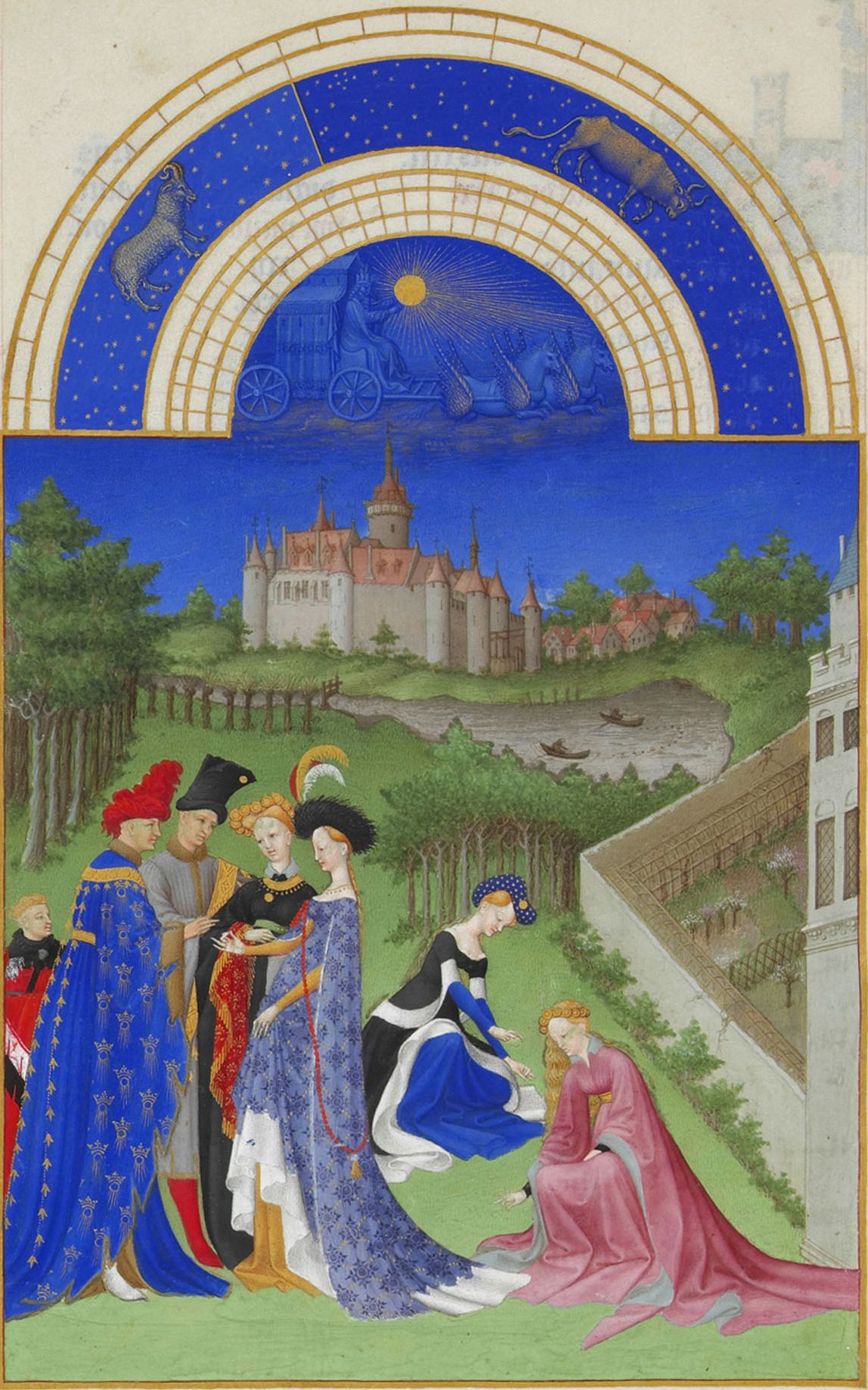
L'abril
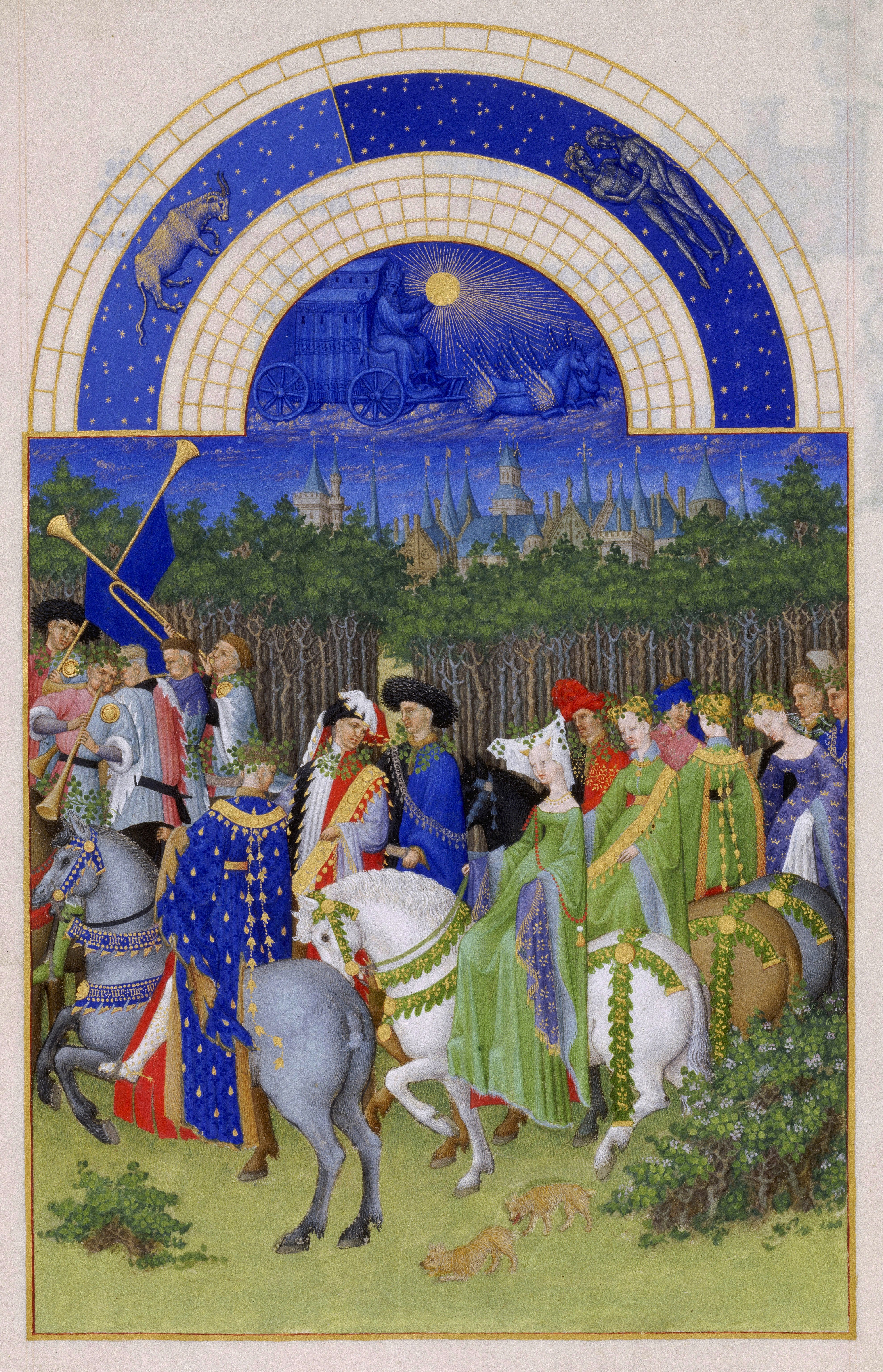
El maig
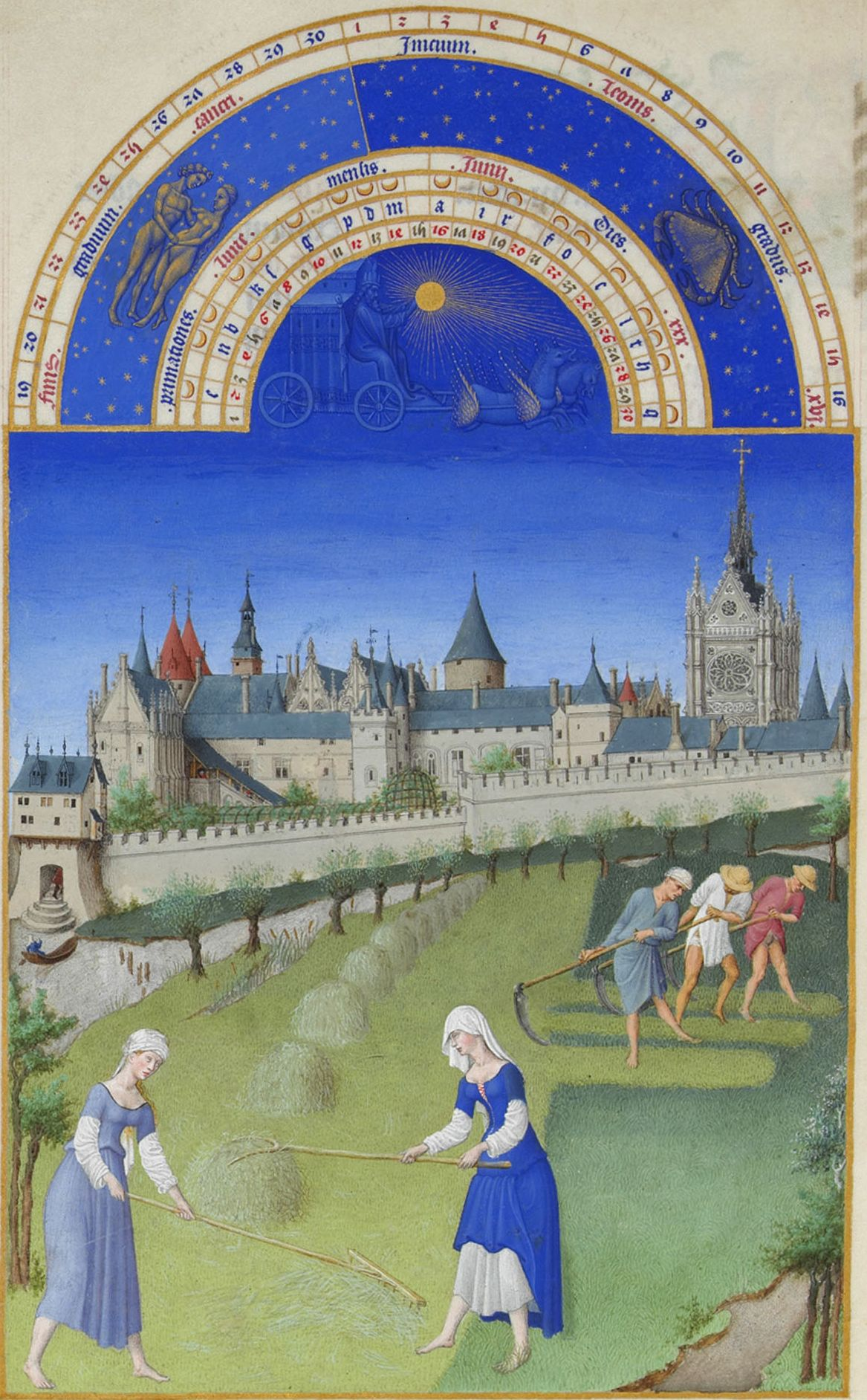
El juny
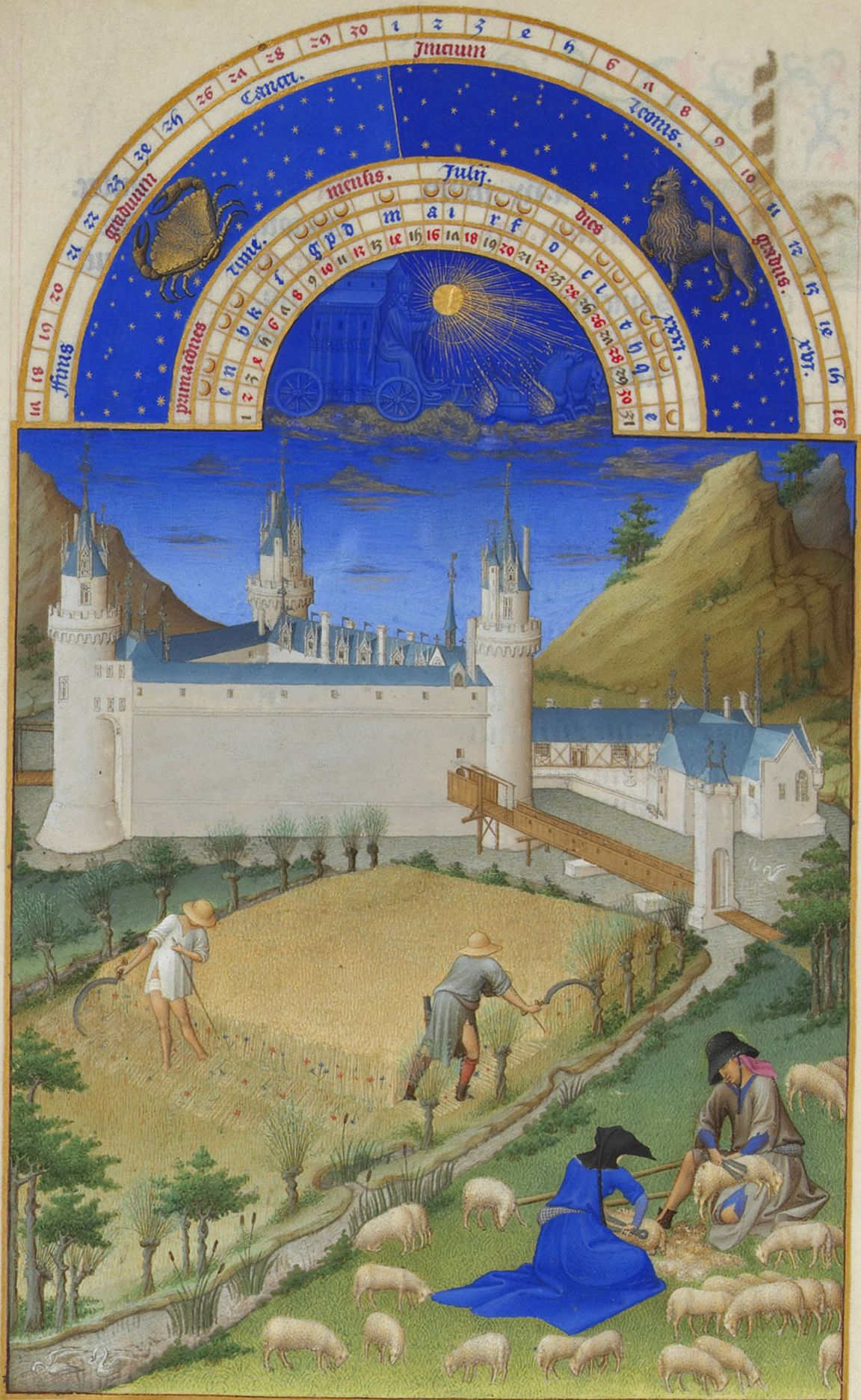
El juliol
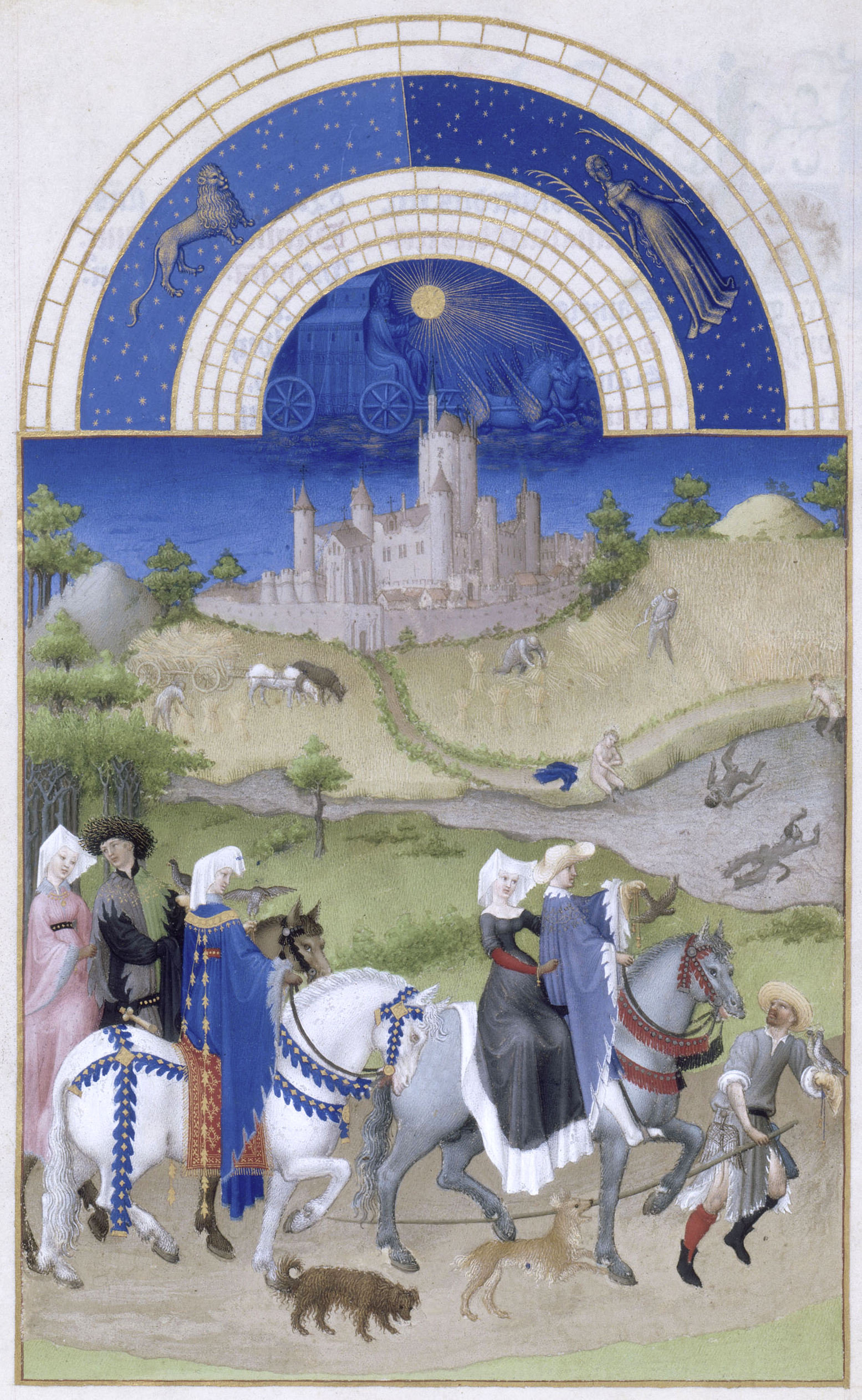
L'agost
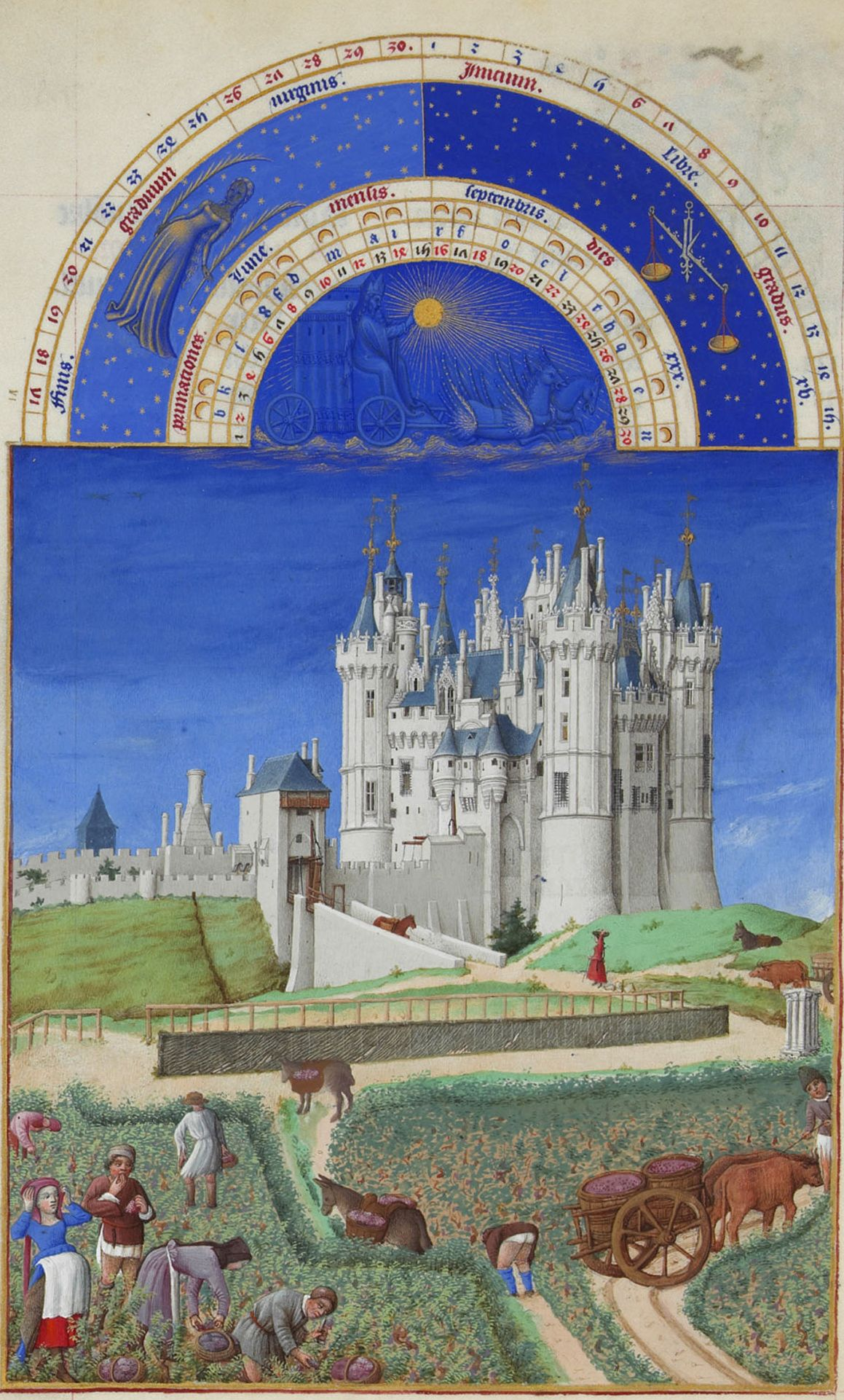
El setembre
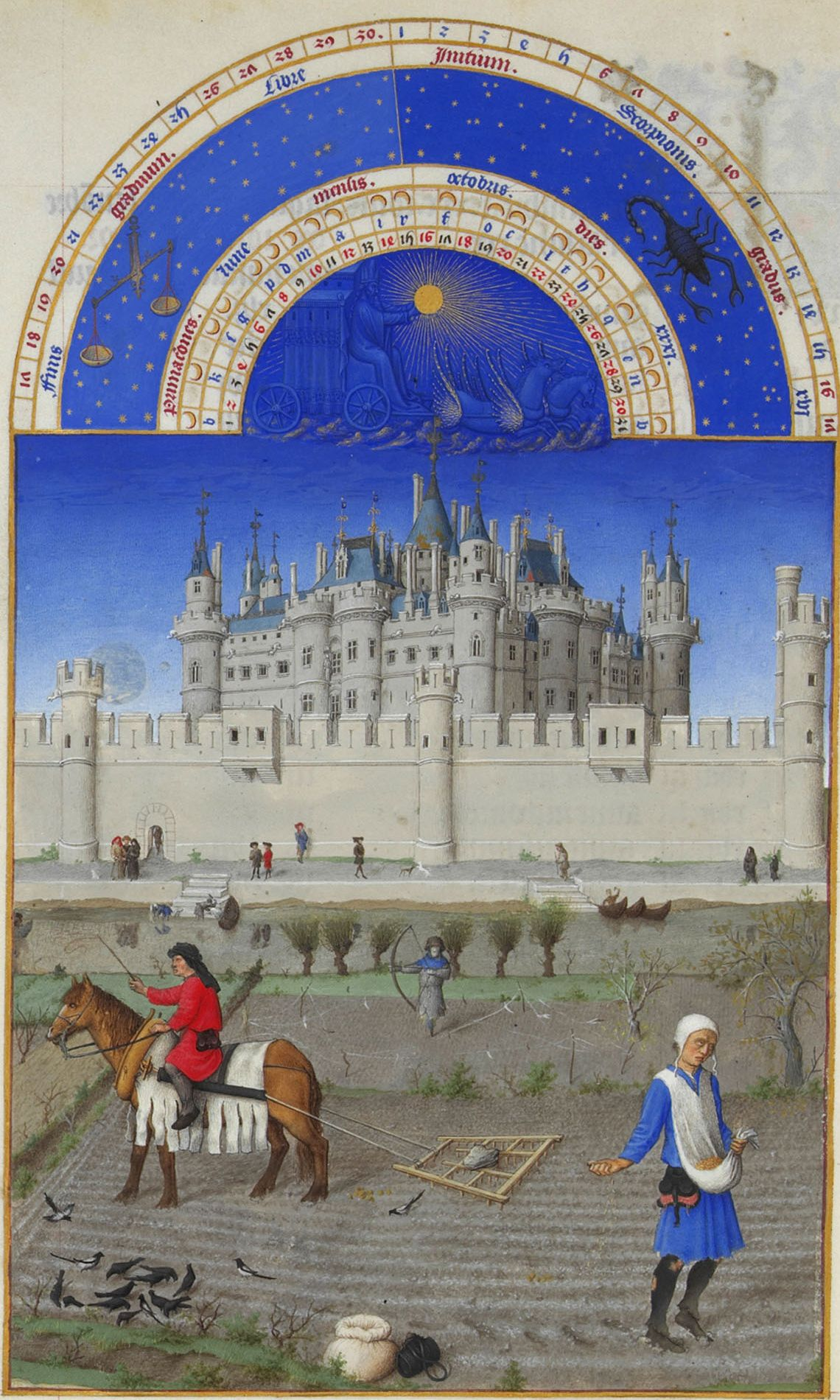
L'octubre
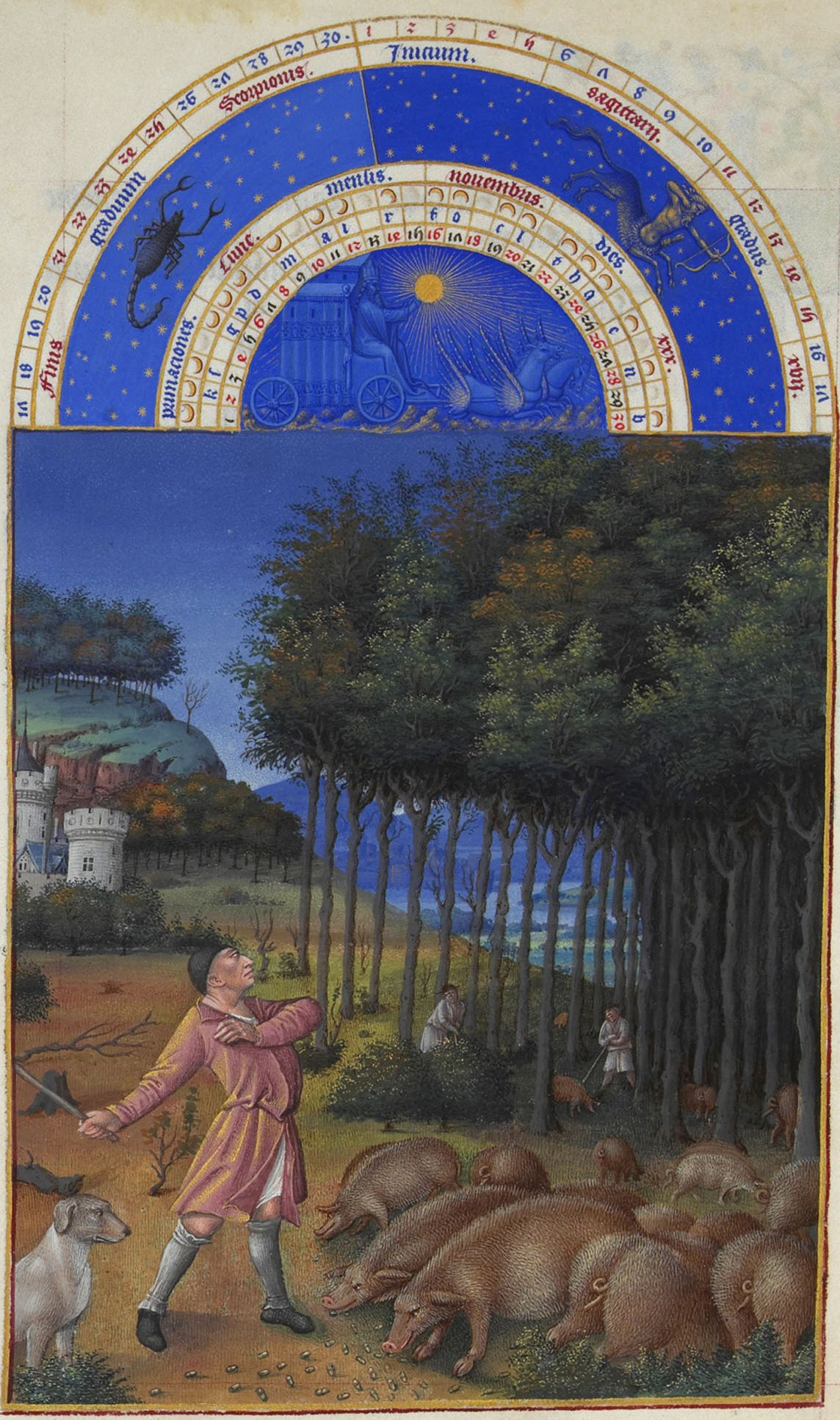
El novembre
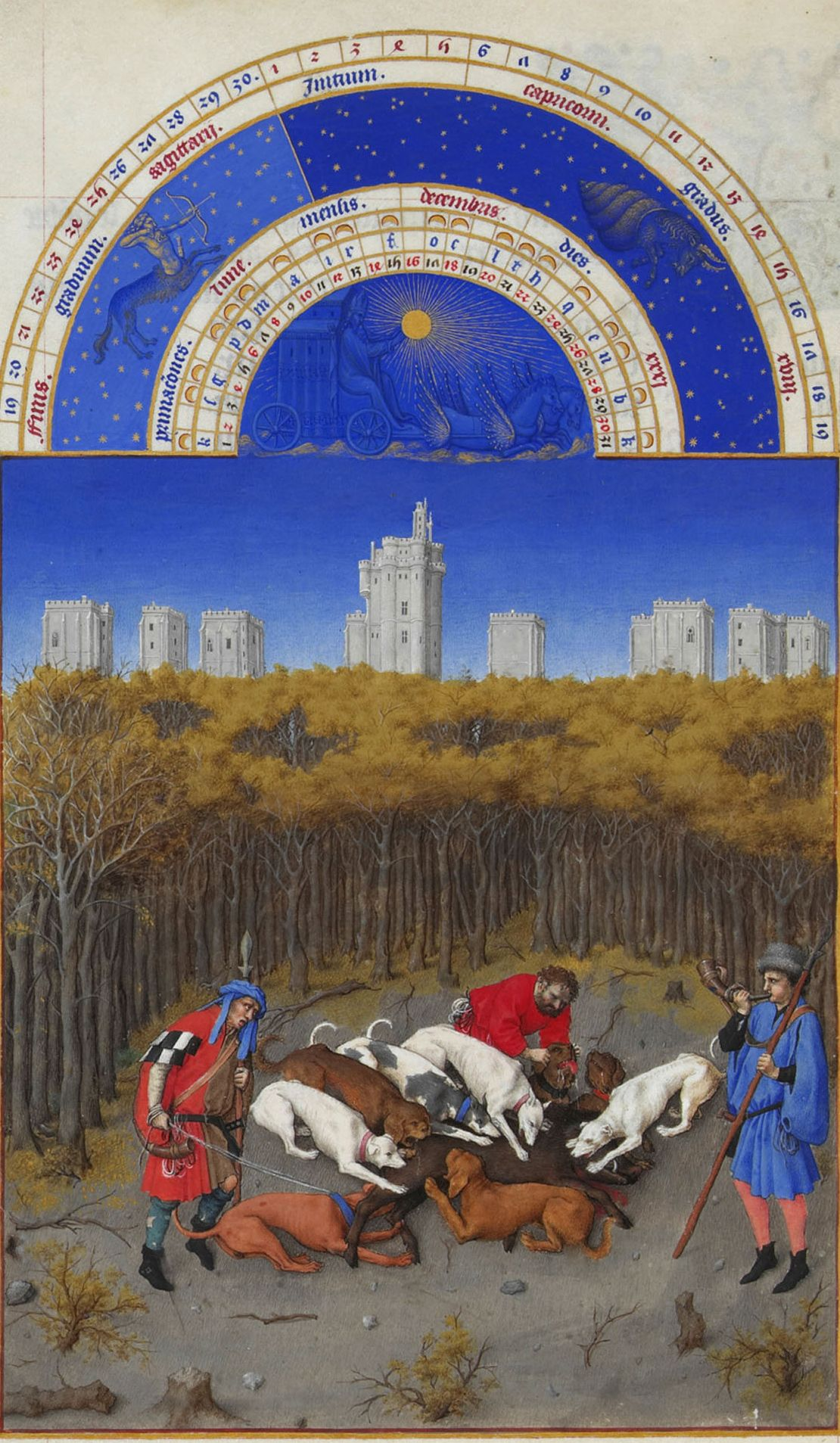
El desembre